# 박준우 (프로듀서)
박준우는 대한민국의 연출가이자 프로그램 프로듀서이다. 

## 연출

### 드라마
- 2019년 SBS 드라마스페셜 《닥터 탐정》 ... 연출
- 2021년 SBS 금토 미니시리즈 《모범택시》... 연출
- 2024년 ENA 월화 미니시리즈 《크래시》 ... 연출

### 시사교양
- 1992년 ~ 현재 SBS 《그것이 알고싶다》 (공동 연출)
- 2005년 ~ 현재 SBS 《SBS 스페셜》 (공동 연출)
- 2008년 SBS 《●REC》 (공동 연출)
- 2009년 ~ 현재 SBS 《궁금한 이야기 Y》 (공동 연출)
- 2010년 KBS 《감성다큐 미지수》 (공동 연출)
- 2018년 ~ 현재 MBC 《실화탐사대》 (공동 연출)

### 예능
- 2021년 ~ 현재 SBS 《신발 벗고 돌싱포맨》 (공동 연출)